# Donnas
Donnas  (de 1946 à 1976, Donnaz) est une commune alpine de la Vallée d'Aoste, en Italie du Nord.

## Toponymie
L'orthographe de Donnas apparaît parfois sous la forme plus ancienne de Donnaz.

Le « s » final se prononce.
Une théorie non définitive affirme que le toponyme « Donnas » dérive d'une variété de châtaigne locale, appelée Donnasc.

## Géographie
La commune de Donnas s'étend de part et d'autre de la Doire Baltée, dans une plaine de la basse Vallée d'Aoste.

### Climat
Donnas jouit d'un climat particulièrement doux, compte tenu de sa position géographique. Cette caractéristique lui a valu le surnom de « Nice de la Vallée d'Aoste ».

## Histoire
Donnas se trouve le long de l'ancienne route romaine consulaire des Gaules, dont la partie la plus importante qui nous est parvenue est représentée par l'arc, tout près de l'entrée du bourg (voir lien externe au bas de l'article). C'est l'un des témoignages les plus importants et les mieux conservés de l'époque romaine au val d'Aoste. Une pierre milliaire près de l'arc indique la distance jusqu'à Augusta Prætoria Salassorum (aujourd'hui, Aoste), XXXVI (36 milles).
Donnas a été un centre économique et administratif assez important jusqu'à la fin du XVIIe siècle, sous le contrôle de la maison de Savoie et des seigneurs de Pont-Saint-Martin.
Donnas a été siège cantonal de l'Arrondissement d'Aoste, de 1802 à 1814.

## Lieux d'intérêt
Un témoignage du passé de Donnas nous est donné par les palais de l'ancien bourg, parmi lesquels le palais Henrielli (XVIIe siècle), les portails en noyer et les décorations à fresques, comme ceux de la Confrérie du Saint-Esprit, aujourd'hui siège de l'écomusée de la laiterie de Tréby.
Sur le versant à l'envers, le vallon du torrent Fer, et la tour de Pramotton, hexagonale, remontant au XIe siècle, l'une des plus anciennes de la Vallée d'Aoste (au hameau Pramotton, en amont de Grand-Vert).

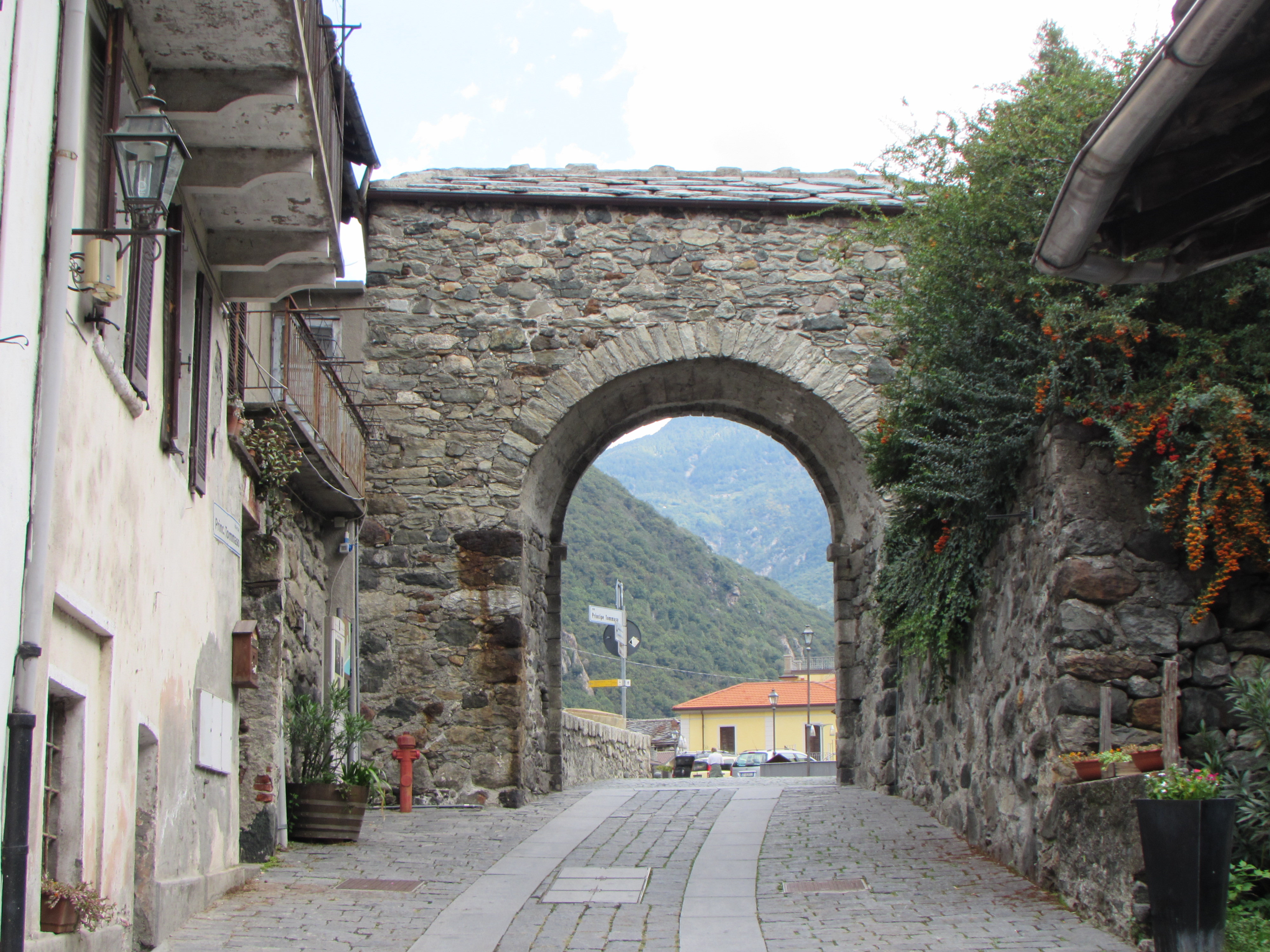
L'arc à l'entrée du bourg
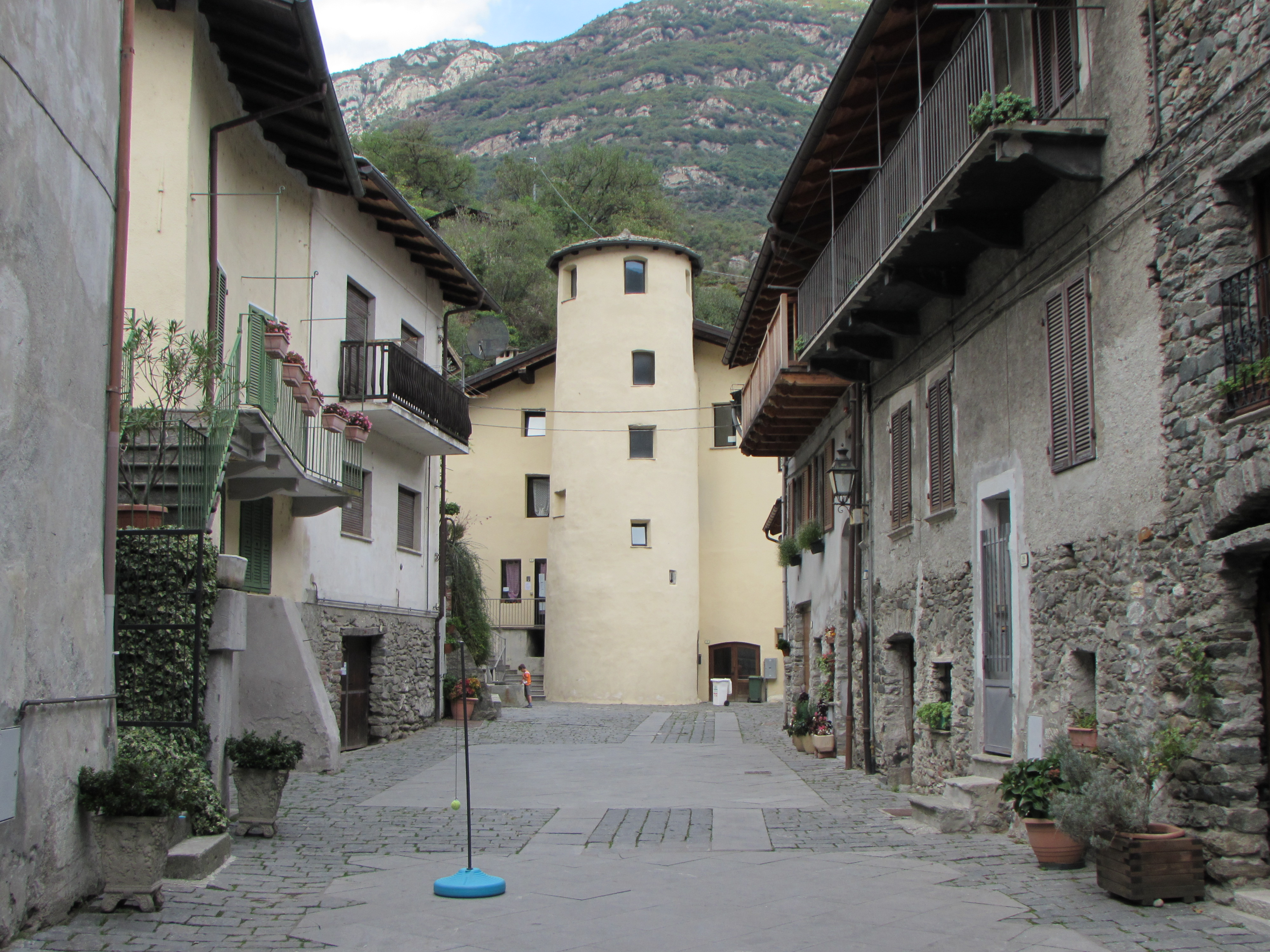
Le palais Henrielli, ancienne succursale de l'Institut musical de la Vallée d'Aoste
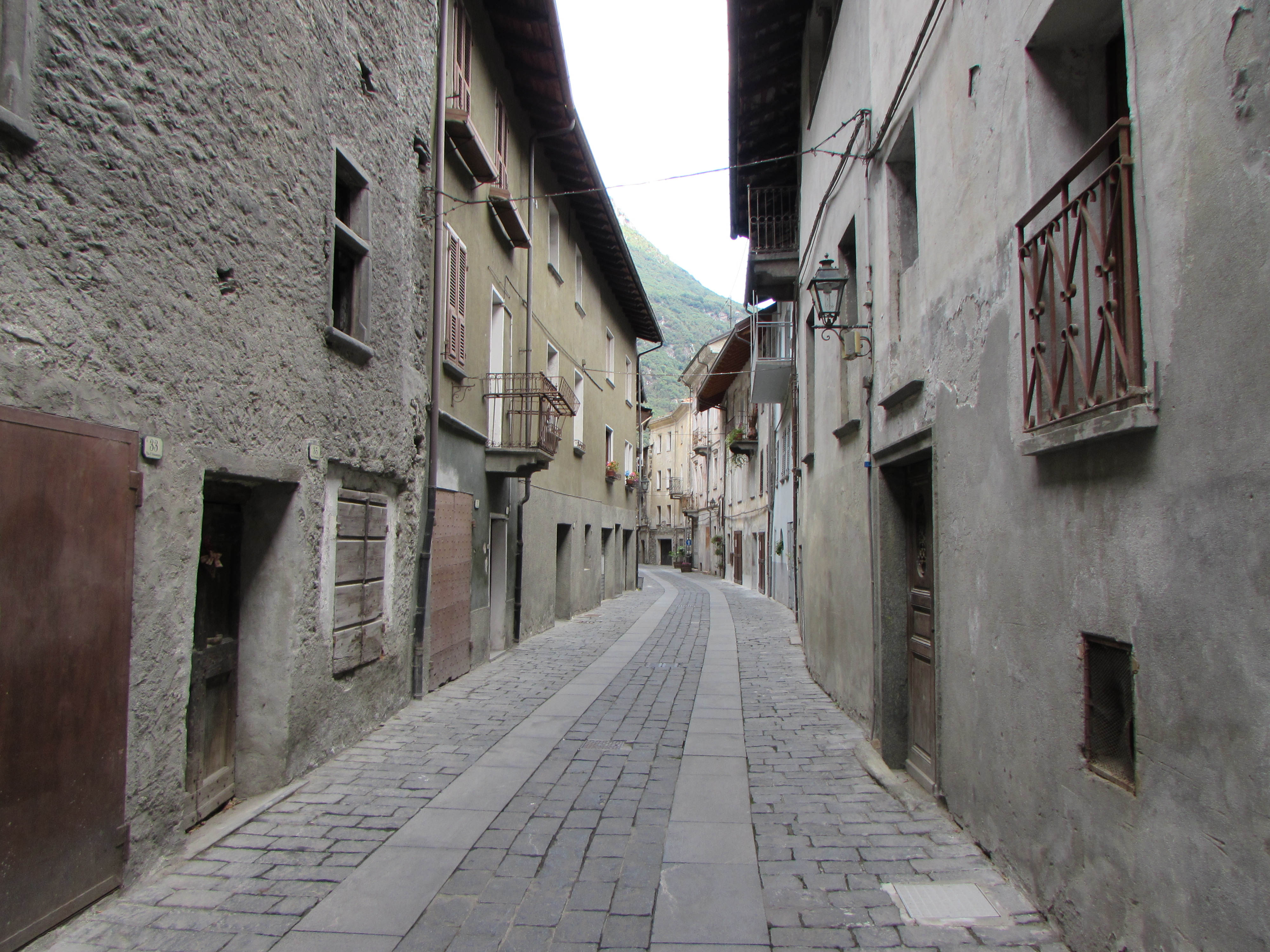
La rue principale du bourg de Donnas

## Économie
Le territoire à l'adret de Donnas est presque entièrement occupé par les vignobles du vin Donnas AOC, produit par les Caves coopératives de Donnas.
Une variété particulière de châtaigne dénommée Donnasc est produite sur la commune de Donnas, d'où dérive sans doute le toponyme.
La commune fait partie de la communauté de montagne Mont-Rose.

## Culture

### Langues et patois
Dans cette commune, comme dans toute la Vallée d'Aoste, les habitants parlent un patois francoprovençal, très semblable d'ailleurs au piémontais, qui est également bien connu, en raison des rapports commerciaux avec le Canavais.

### Musées
- Écomusée de la laiterie de Tréby
- Musée de la vigne et du vin

## Fêtes, foires
- La Foire de Saint-Ours de Donnas a lieu dans les rues de l'ancien bourg une semaine avant la Foire de Saint-Ours d'Aoste ;
- La Foire du raisin et des châtaignes, au début d'octobre.

## Sport

### Sports traditionnels
Dans cette commune se pratique le palet, l'un des sports traditionnels valdôtains.

### Football
La commune de Donnas est représentée par la société de football intracommunale Pont Donnaz Hône Arnad Évançon, regroupant plusieurs communes de la basse Vallée d'Aoste. Les matchs se disputent au terrain communal de Montjovet.

## Personnalités liées à Donnas
- Joseph-Marie Squinabol (1834-1915), professeur aux gymnases royaux de Turin.
- Federico Selve - Commandeur, entrepreneur et mécène local. Il vécut et travailla à Donnas pendant 35 ans, entre 1873 et 1908[4].
- Robert Nicco - homme politique valdôtain

## Administration
| Période                                  | Période     | Identité         | Étiquette     | Qualité |
| ---------------------------------------- | ----------- | ---------------- | ------------- | ------- |
| 9 mai 2005                               | 24 mai 2010 | Mauro Arvat      | Liste civique | Syndic  |
| 24 mai 2010                              | En cours    | Amédée Follioley | Liste civique | Syndic  |
| Les données manquantes sont à compléter. |             |                  |               |         |

### Jumelages
- Pianella (Italie) (1983)
- Rocchetta Tanaro (Italie) (2002)

## Transports
La commune dispose d'une gare sur la ligne Chivasso - Aoste, desservie par un train toutes les heures environ.

## Hameaux
Albard, Artade, Balmasse, Barat, Barme, Berriou, Beuby, Bodonne, Bondon, Bonze, Chanton, Chelevrinne, Chenail, Cignas, Clapey, Coudrette, Fabrique, Fioley, Glaires, Grand-Vert, I Pian, La Balmaz, La Cervaz, Lillaz, Lius, Mamy, Montat, Montey, La Moya, Novesse, Outrefer, Paians, Painfey, Pampéry, Perroz, Peyron, Place, Planet, Piole, Pomerou, Porcelette, Pramotton, Praposaz, Prelle, Reisen, Ronc, Rondevaccaz, Rossignod, Rovarey

## Communes limitrophes
Arnad, Bard, Carema (TO), Hône, Perloz, Pont-Saint-Martin, Pontboset, Quincinetto (TO), Trausella (TO), Traversella (TO)

## Galerie de photos

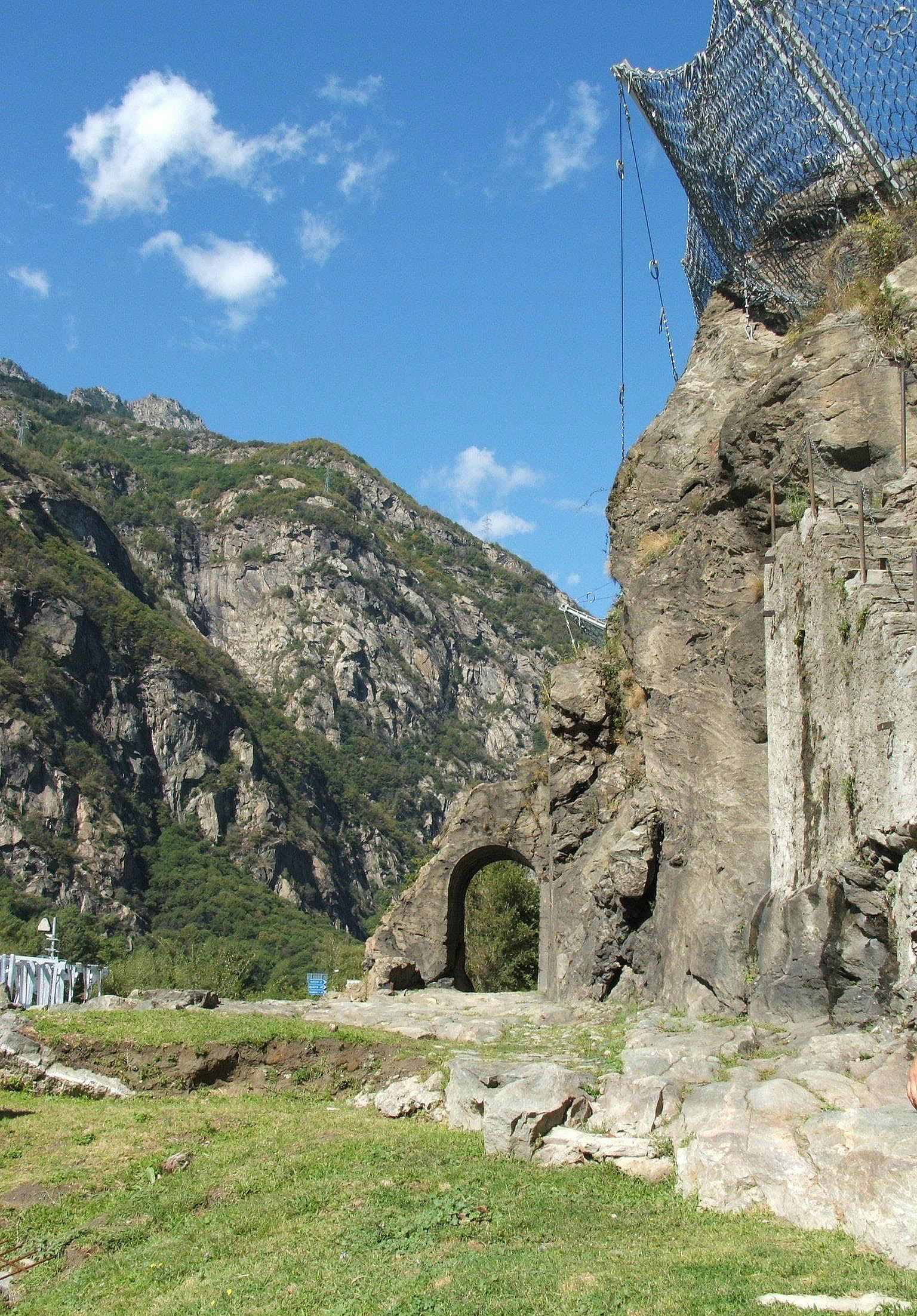
L'arc de la route romaine des Gaules, près de l'entrée dans l'ancien bourg
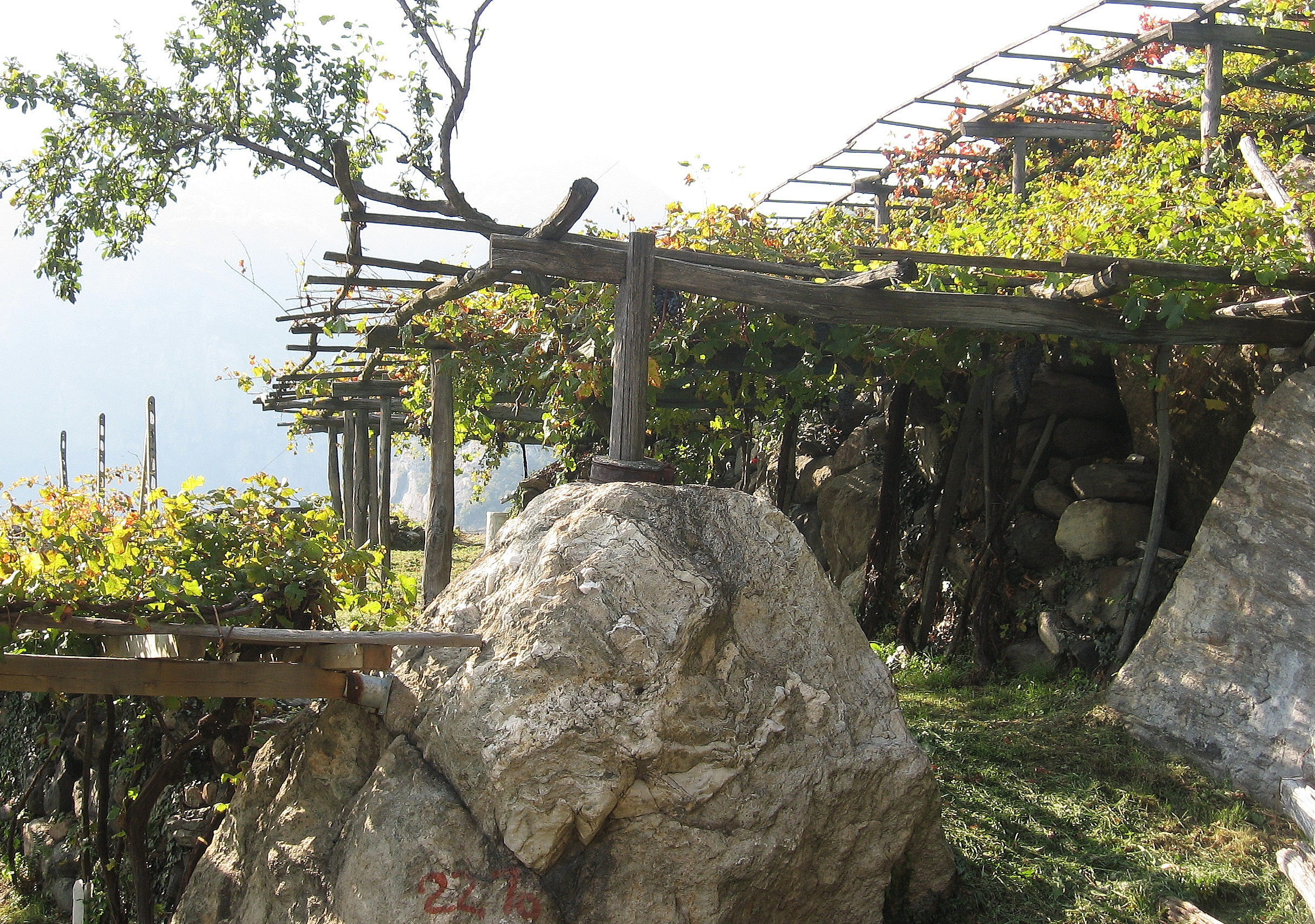
Les vignobles en terrasses
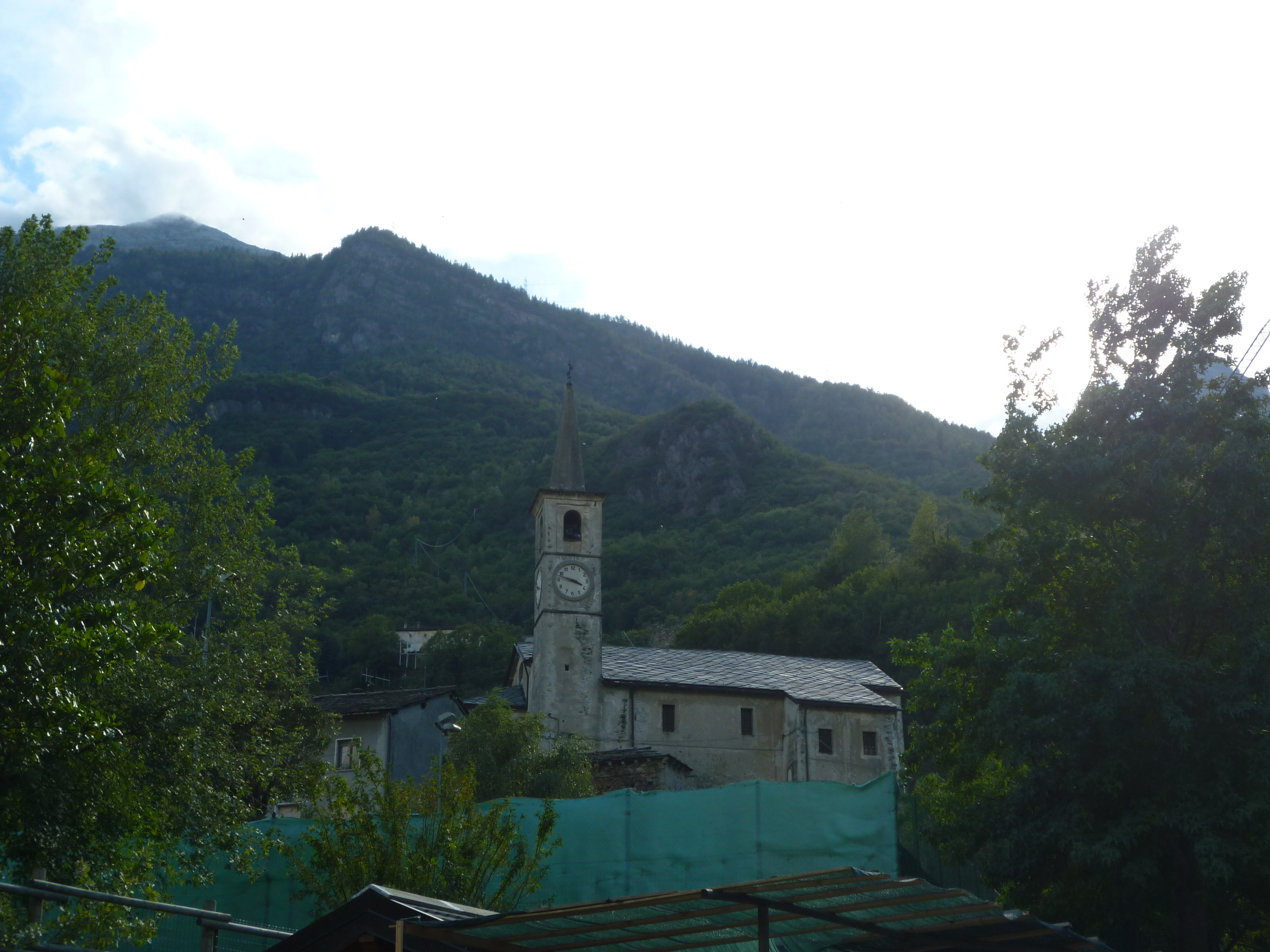
L'église de Montey
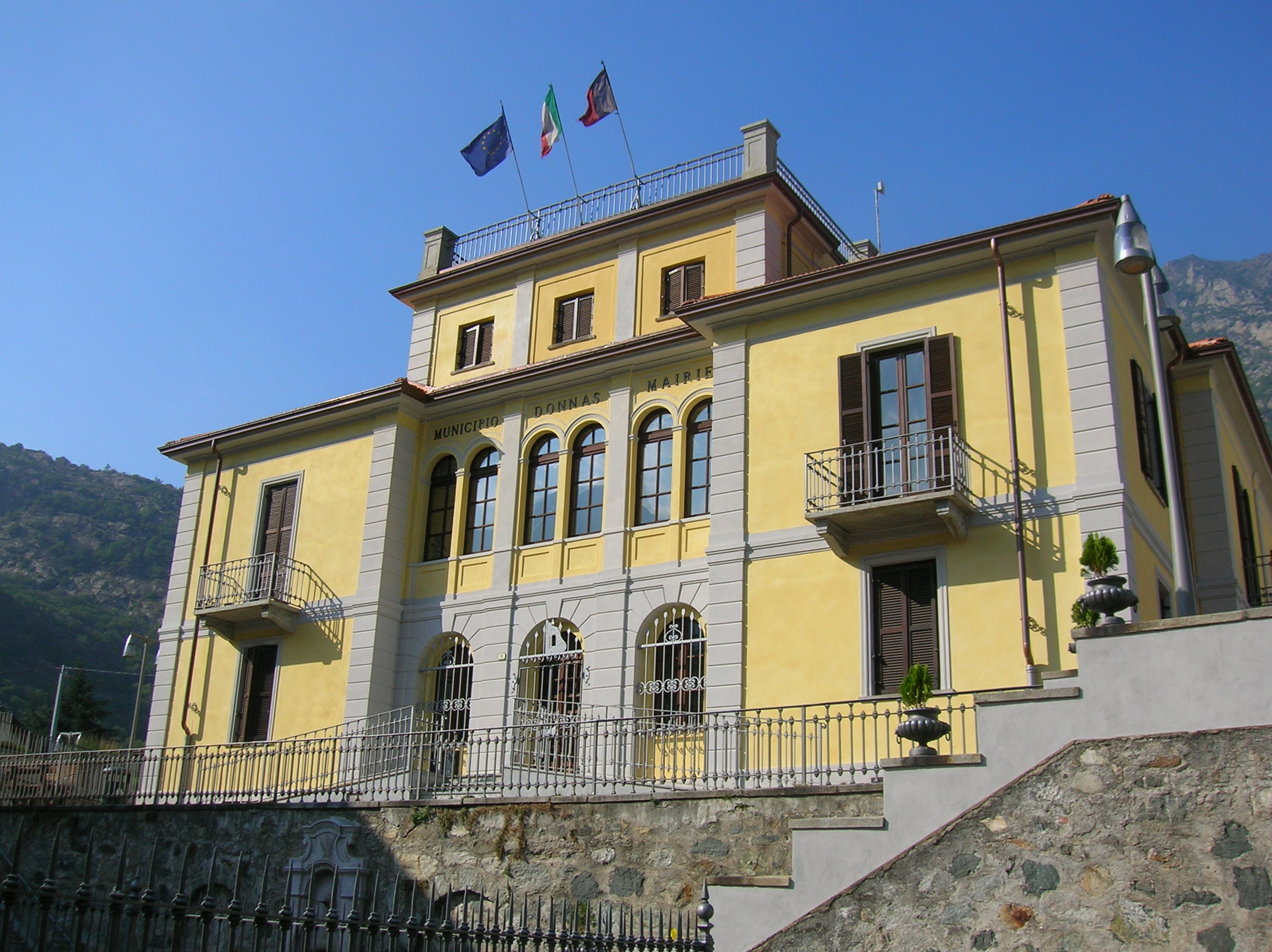
La maison communale
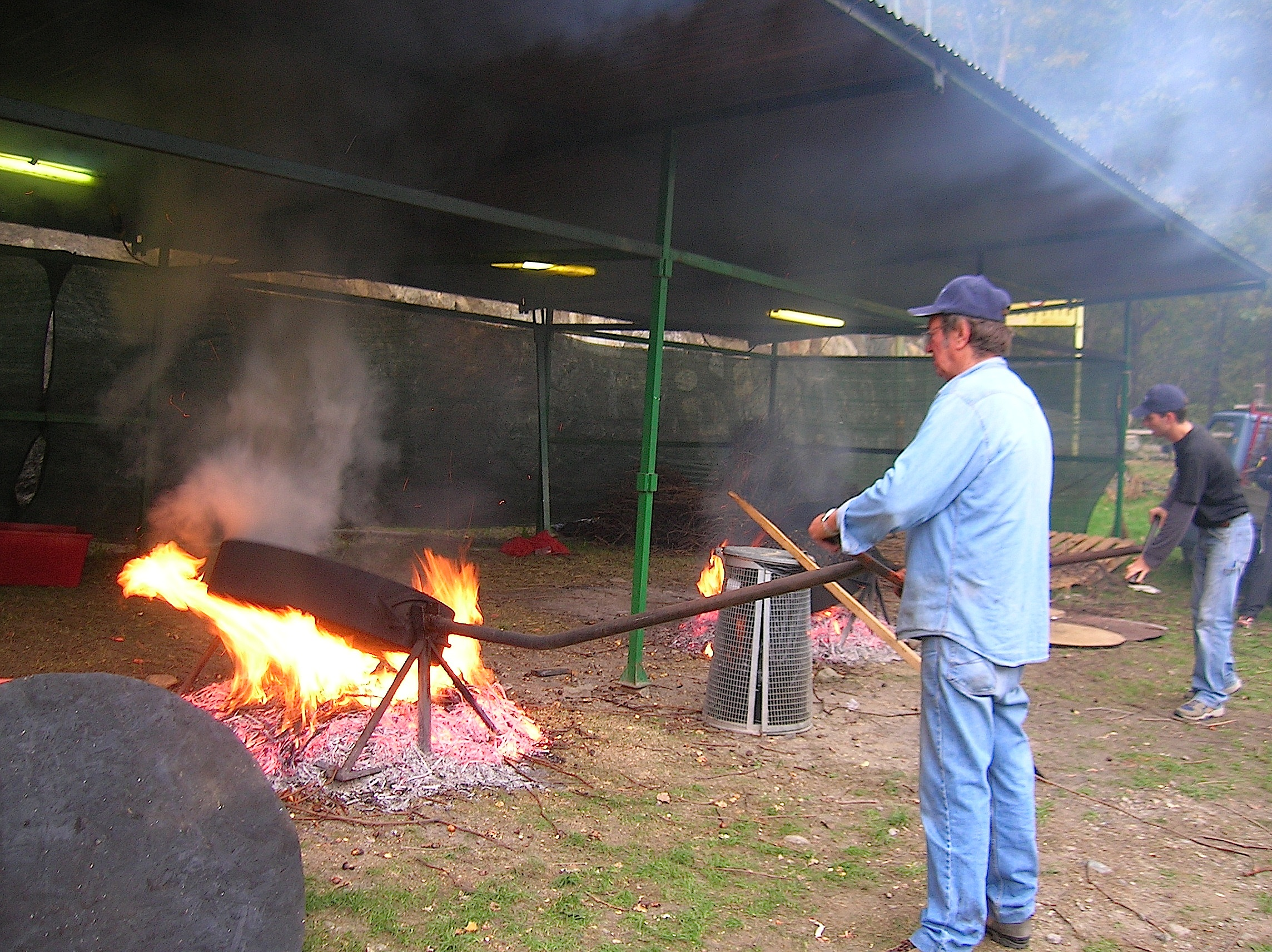
La fête des châtaignes
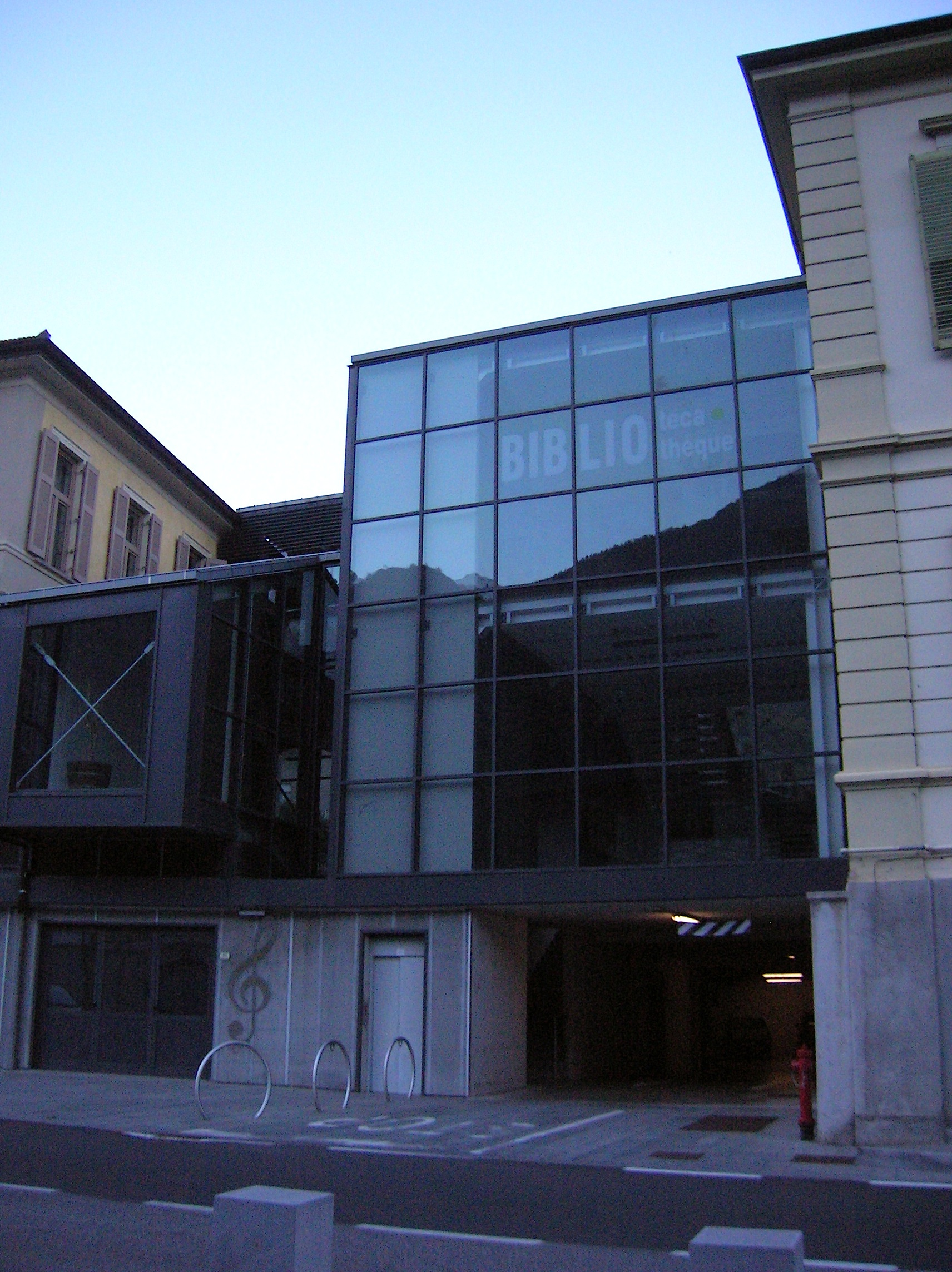
La bibliothèque
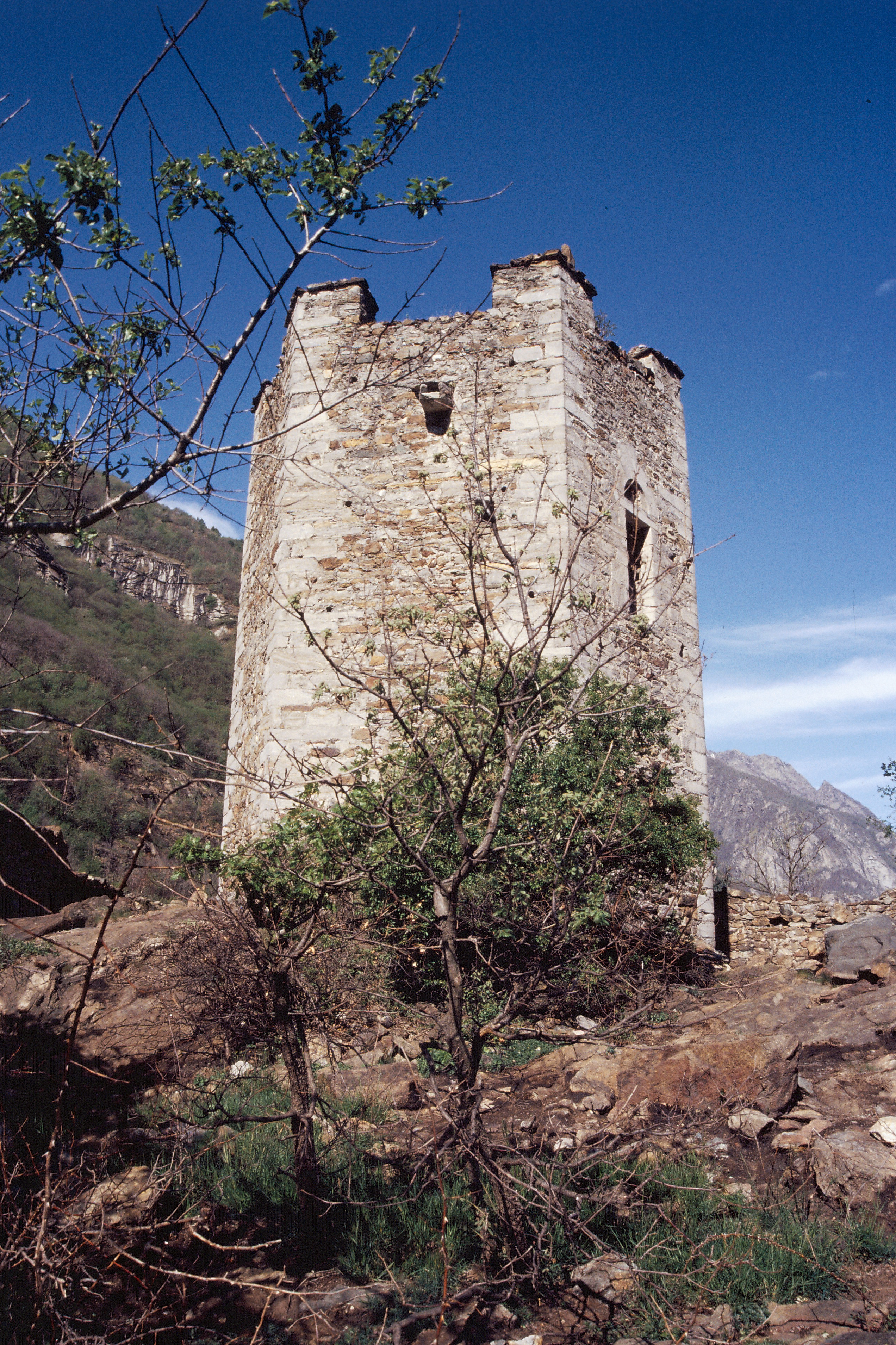
La tour de Pramotton
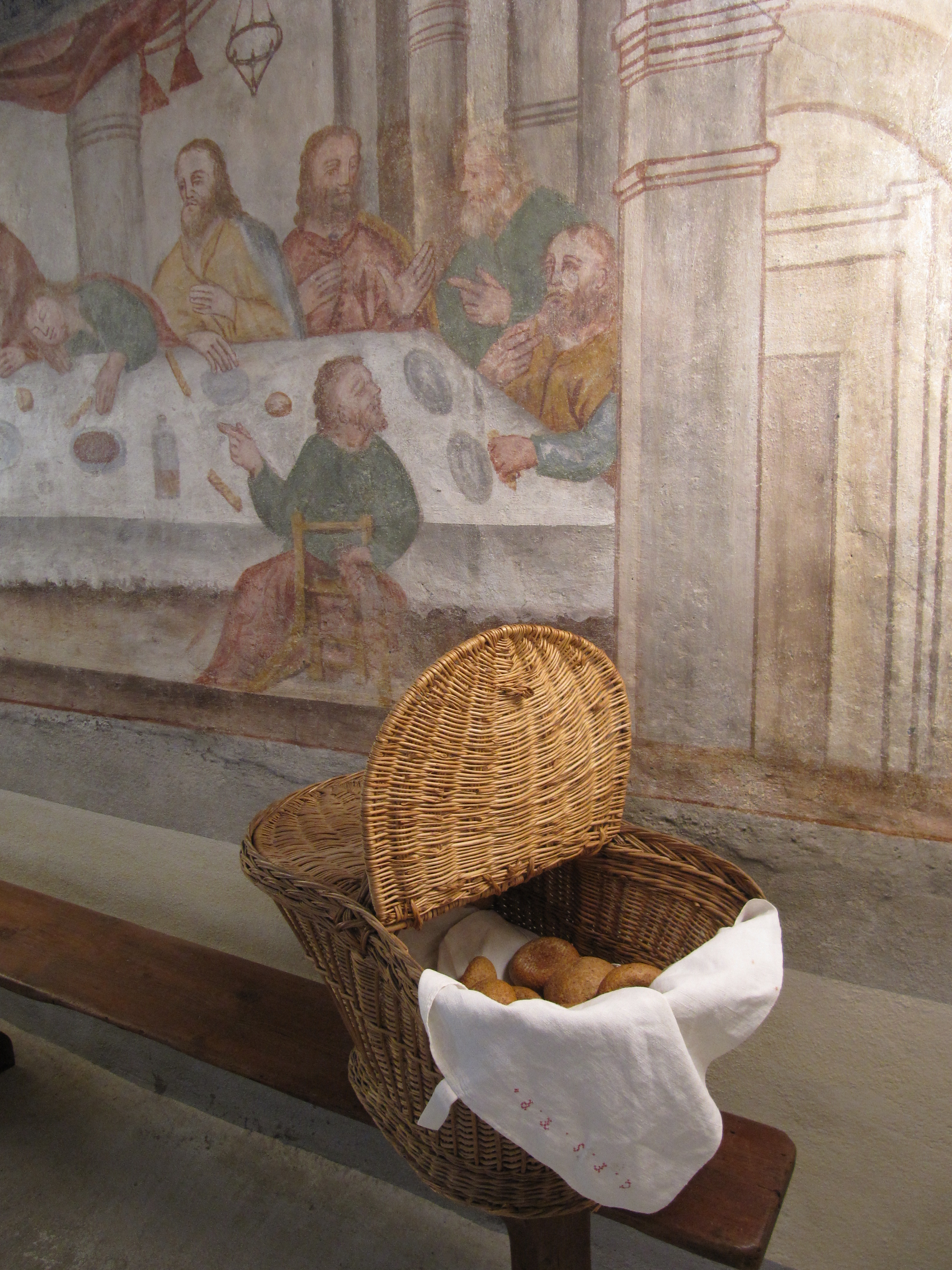
Fresque à l'écomusée de la Confrérie du Saint-Esprit à Tréby